# 炔丙基环己烷
炔丙基环己烷是一种有机化合物，化学式为C9H14。它可由甲氧基丙二烯和环己基氯化镁（或溴化/碘化格氏试剂）在氯化亚铜催化下于乙醚中反应制得；它也可由2-溴-3-环己基-1-丙烯和氨基钠加热反应得到。它和二氧化碳在碳酸铯存在下、碘化银催化下于二甲基甲酰胺中反应，可以得到4-环己基-2-丁炔酸。